# Schlafhaie
Die Schlafhaie (Somniosidae, von lateinisch Somnium, „Traum“) sind eine Familie kleiner bis sehr großer Haie aus der Ordnung der Dornhaiartigen (Squaliformes). 
Sie leben in allen Weltmeeren vom Nordpolarmeer bis zum Antarktischen Ozean, in den Tropen und gemäßigten Zonen meist an Kontinentalabhängen, seltener im offenen Ozean, im Nordpolarmeer und im Antarktischen Ozean auch auf dem Kontinentalschelf.

## Merkmale
Die Schlafhaie haben zwei, meist stachellose Rückenflossen; wenn Stacheln vorhanden sind, dann sind sie klein und bei beiden Flossen vorhanden. Die meisten Arten haben Leuchtorgane und erreichen lediglich Längen von 68 Zentimeter bis 1,40 Meter. Die größte Art, der Grönlandhai (Somniosus microcephalus), wird allerdings bis zu 7,40 Meter lang.

## Systematik

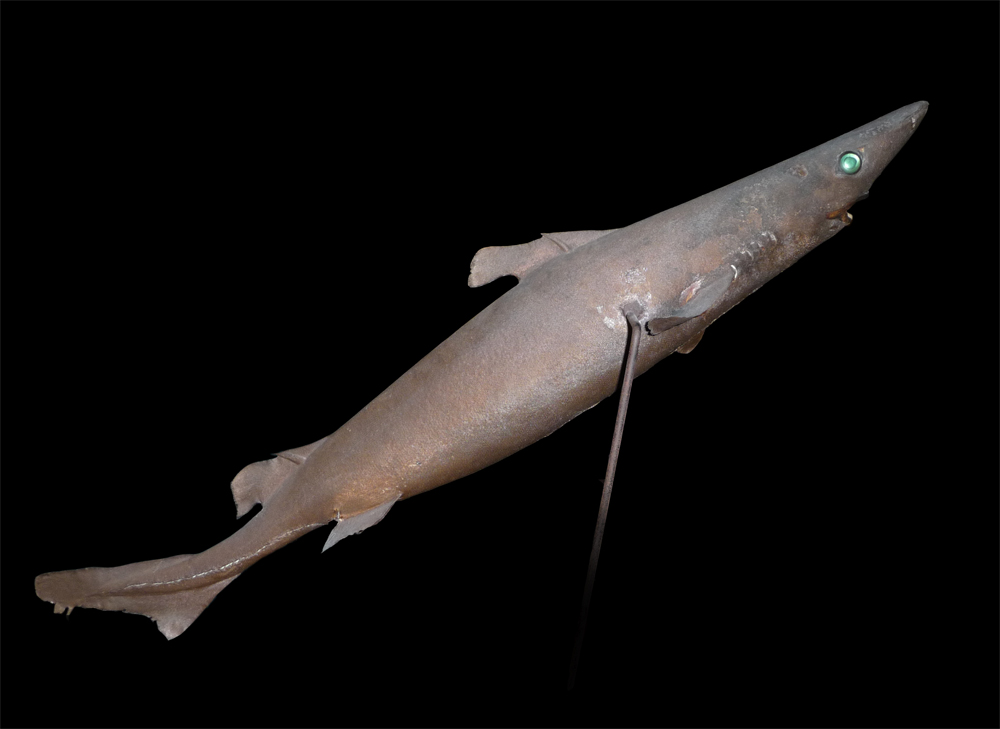
Langnasen-Samtdornhai (Centroscymnus crepidater)

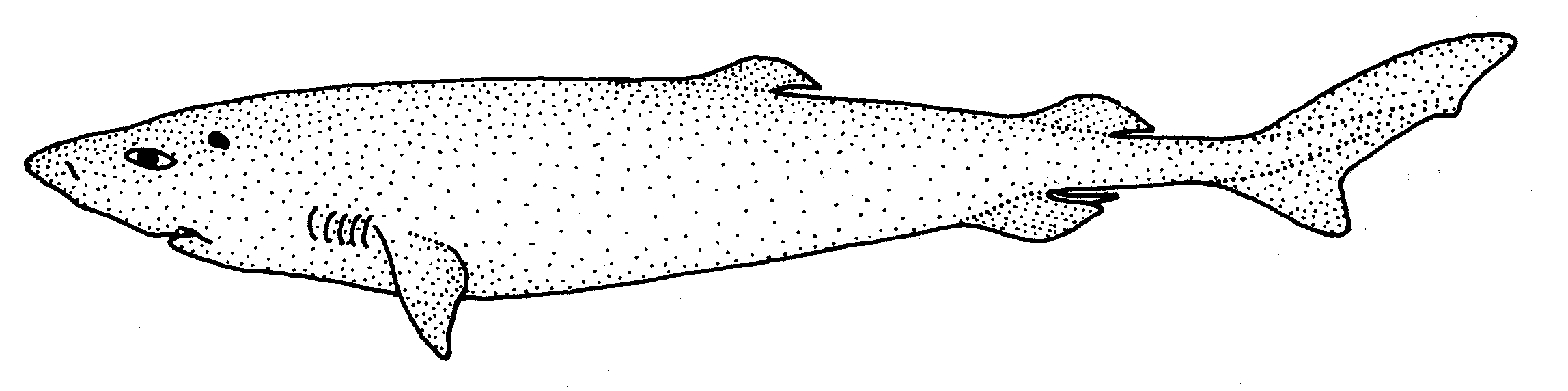
Sherwood-Dornhai (Scymnodalatias sherwoodi)

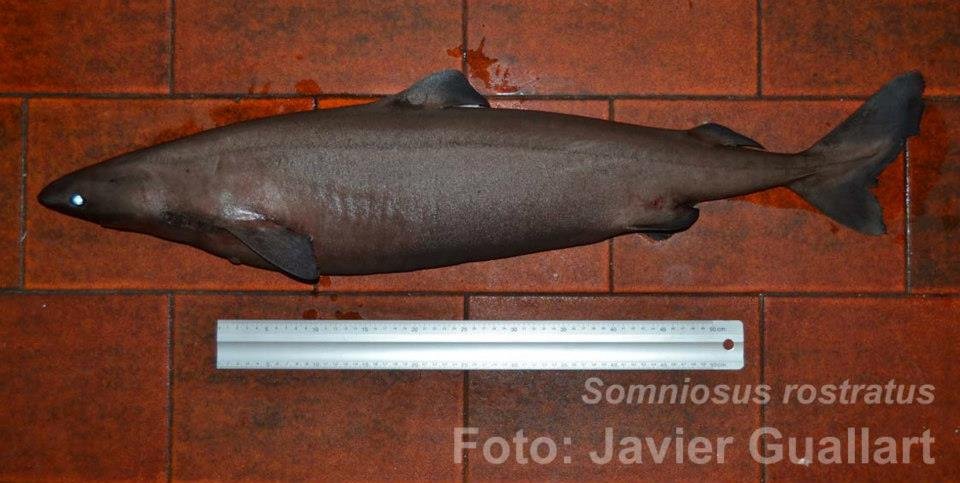
Somniosus rostratus

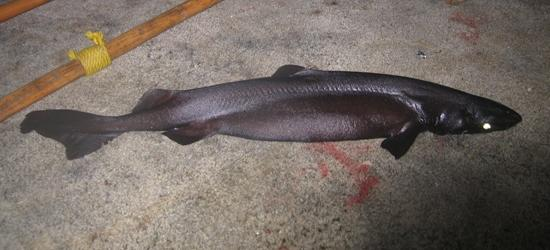
Samtdornfisch (Zameus squamulosus)

Es gibt rezent sechs Gattungen und 17 Arten:
- Gattung: Centroscymnus Barbosa du Bocage & Brito Capello, 1864
  - Portugiesendornhai (Centroscymnus coelolepis (Barbosa du Bocage & Brito Capello, 1864))
  - Centroscymnus owstonii (Garman, 1906)
- Gattung: Centroselachus Garman, 1913

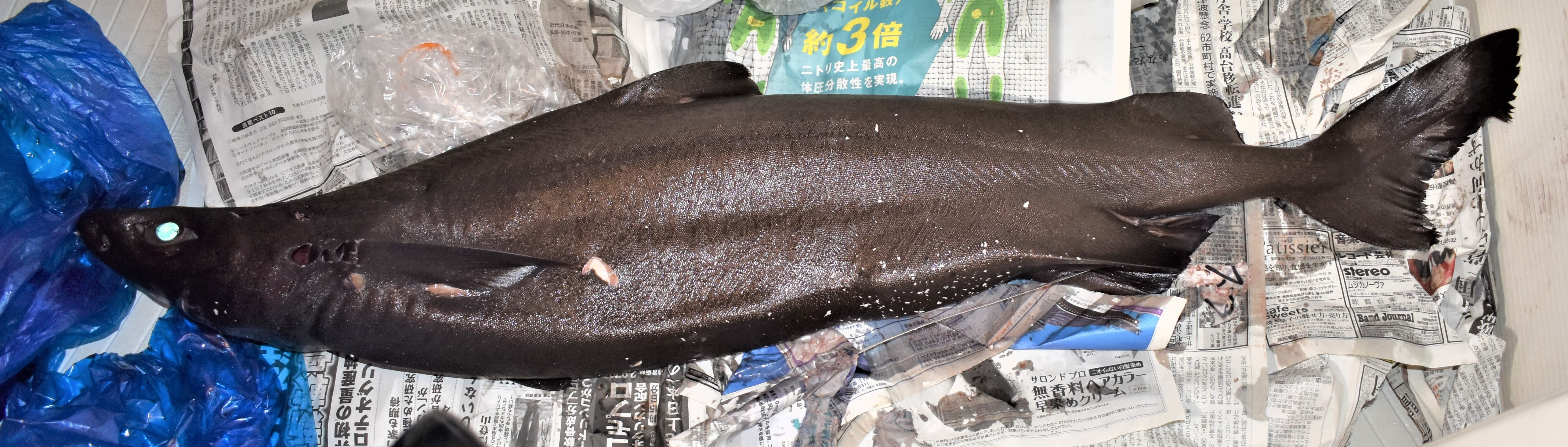
Centroscymnus owstonii

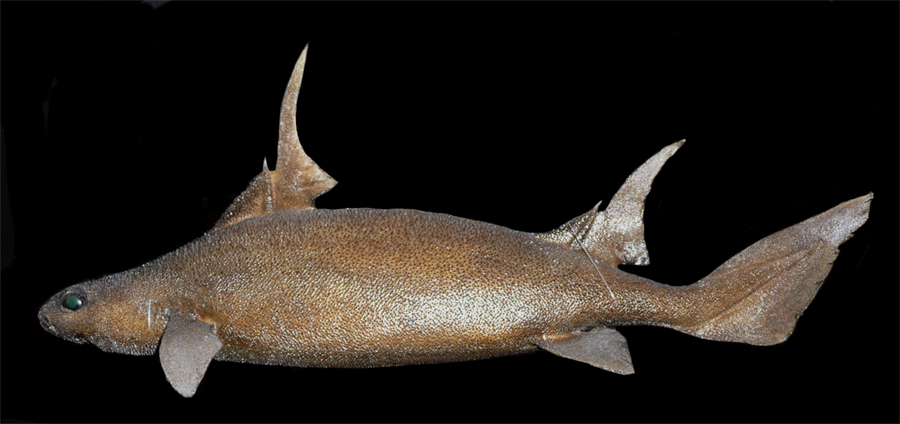
Oxynotus paradoxus

  - Langnasen-Samtdornhai (Centroselachus crepidater (Barbosa du Bocage & Brito Capello, 1864))
- Gattung: Scymnodalatias Garrick, 1956
  - Weißschwanz-Dornhai (Scymnodalatias albicauda (Taniuchi & Garrick, 1986))
  - Azoren-Dornhai (Scymnodalatias garricki (Kukuyev & Konovalenko, 1988))
  - Wenigzahn-Dornhai (Scymnodalatias oligodon (Kukuyev & Konovalenko, 1988))
  - Sherwood-Dornhai (Scymnodalatias sherwoodi (Archey, 1921))
- Gattung: Scymnodon Barbosa du Bocage & Brito Capello, 1864[1]
  - Japanischer Samtdornfisch (Scymnodon ichiharai Yano & Tanaka, 1984)[1]
  - Scymnodon macracanthus (Regan, 1906)
  - Messerzahn-Dornhai (Scymnodon ringens (Barbosa du Bocage & Brito Capello, 1864))
- Gattung: Somniosus Lesueur, 1818
  - Südlicher Schlafhai (Somniosus antarcticus Whitley, 1939)
  - Somniosus cheni Hsu et al., 2020[2]
  - Somniosus longus (Tanaka, 1912)
  - Grönlandhai (Somniosus microcephalus (Bloch & Schneider, 1801))
  - Pazifischer Schlafhai (Somniosus pacificus (Bigelow & Schroeder, 1944))
  - Kleiner Schlafhai (Somniosus rostratus (Risso, 1827))
- Gattung: Zameus Jordan & Fowler, 1903[1]
  - Samtdornfisch (Zameus squamulosus (Günther, 1877))

Fossil, meist anhand der Zähne, wurden bisher nachfolgende Gattungen/Arten beschrieben:
- Gattung: Centroscymnus Barbosa du Bocage & Brito Capello, 1864
  - ✝Centroscymnus praecursor Müller & Schöllmann, 1989
  - ✝Centroscymnus schmidi Herman, 1982
- Gattung: ✝Cretascymnus Cappetta, 1980 
  - ✝Cretascymnus adonis (Signeux, 1950)
  - ✝Cretascymnus beauryi Feichtinger, Pollerspöck, Harzhauser, Auer, Ćorić, Kranner & Guinot, 2022
  - ✝Cretascymnus westfalicus Müller & Schöllmann, 1989
- Gattung: ✝Palaeocentroscymnus Pollerspöck, Flammensbeck & Straube, 2018
  - ✝Palaeocentroscymnus horvathi (Underwood & Schlögl, 2013)
  - ✝Palaeocentroscymnus bavaricus Feichtinger, Beaury, Ćorić, Straube, Harzhauser, Kranner, Auer, Guinot & Pollerspöck, 2025
- Gattung: ✝Protoxynotus Herman, 1975
  - ✝Protoxynotus misburgensis Herman, 1975
  - ✝Protoxynotus mayrmelnhofi Feichtinger, Guinot, Straube, Harzhauser, Auer, Ćorić, Kranner, Schellhorn, Ladwig, Thies & Pollerspöck, 2022
- Gattung: ✝Rhinoscymnus Gill, 1865
  - ✝Rhinoscymnus viridiadamas Welton & Goedert, 2016
  - ✝Rhinoscymnus clarki Cappetta, Morrison & Adnet, 2019
  - ✝Rhinoscymnus quimbalaensis (Antunes & Cappetta, 2002)
- Gattung: Scymnodalatias Garrick, 1956
  - ✝Scymnodalatias cigalafulgosii Adnet, 2006
  - ✝Scymnodalatias kazenobon Nishimatsu & Ujihara, 2019
- Gattung: Somniosus Lesueur, 1818
  - ✝Somniosus gonzalezi Welton & Goedert, 2016

Das folgende Kladogramm zeigt die Verwandtschaftsbeziehungen innerhalb der Familie, die Polyphylie der Gattung Centroscymnus und die Zugehörigkeit der Schweinshaie, die noch in eine eigenständige Familie, die Oxynotidae, gestellt werden, zu den Somniosidae.
|  | Langnasen-Samtdornhai (Centroselachus crepidater) |
|  |                                                   |
|  | Samtdornfisch (Zameus squamulosus)                |
|  |                                                   |

|  | Messerzahn-Dornhai (Scymnodon ringens) |
|  |                                        |
|  | Scymnodon macracanthus                 |
|  |                                        |

|  | Centroscymnus owstonii  |
|  |                         |
|  | Schweinshaie (Oxynotus) |
|  |                         |

|  | Messerzahn-Dornhai (Scymnodon ringens) |
|  |                                        |
|  | Scymnodon macracanthus                 |
|  |                                        |

|  | Centroscymnus owstonii  |
|  |                         |
|  | Schweinshaie (Oxynotus) |
|  |                         |

|  | Messerzahn-Dornhai (Scymnodon ringens) |
|  |                                        |
|  | Scymnodon macracanthus                 |
|  |                                        |

|  | Centroscymnus owstonii  |
|  |                         |
|  | Schweinshaie (Oxynotus) |
|  |                         |

|  | Messerzahn-Dornhai (Scymnodon ringens) |
|  |                                        |
|  | Scymnodon macracanthus                 |
|  |                                        |

|  | Centroscymnus owstonii  |
|  |                         |
|  | Schweinshaie (Oxynotus) |
|  |                         |

|  | Langnasen-Samtdornhai (Centroselachus crepidater) |
|  |                                                   |
|  | Samtdornfisch (Zameus squamulosus)                |
|  |                                                   |

|  | Messerzahn-Dornhai (Scymnodon ringens) |
|  |                                        |
|  | Scymnodon macracanthus                 |
|  |                                        |

|  | Centroscymnus owstonii  |
|  |                         |
|  | Schweinshaie (Oxynotus) |
|  |                         |

|  | Messerzahn-Dornhai (Scymnodon ringens) |
|  |                                        |
|  | Scymnodon macracanthus                 |
|  |                                        |

|  | Centroscymnus owstonii  |
|  |                         |
|  | Schweinshaie (Oxynotus) |
|  |                         |

|  | Messerzahn-Dornhai (Scymnodon ringens) |
|  |                                        |
|  | Scymnodon macracanthus                 |
|  |                                        |

|  | Centroscymnus owstonii  |
|  |                         |
|  | Schweinshaie (Oxynotus) |
|  |                         |

|  | Messerzahn-Dornhai (Scymnodon ringens) |
|  |                                        |
|  | Scymnodon macracanthus                 |
|  |                                        |

|  | Centroscymnus owstonii  |
|  |                         |
|  | Schweinshaie (Oxynotus) |
|  |                         |

|  | Langnasen-Samtdornhai (Centroselachus crepidater) |
|  |                                                   |
|  | Samtdornfisch (Zameus squamulosus)                |
|  |                                                   |

|  | Messerzahn-Dornhai (Scymnodon ringens) |
|  |                                        |
|  | Scymnodon macracanthus                 |
|  |                                        |

|  | Centroscymnus owstonii  |
|  |                         |
|  | Schweinshaie (Oxynotus) |
|  |                         |

|  | Messerzahn-Dornhai (Scymnodon ringens) |
|  |                                        |
|  | Scymnodon macracanthus                 |
|  |                                        |

|  | Centroscymnus owstonii  |
|  |                         |
|  | Schweinshaie (Oxynotus) |
|  |                         |

|  | Messerzahn-Dornhai (Scymnodon ringens) |
|  |                                        |
|  | Scymnodon macracanthus                 |
|  |                                        |

|  | Centroscymnus owstonii  |
|  |                         |
|  | Schweinshaie (Oxynotus) |
|  |                         |

|  | Messerzahn-Dornhai (Scymnodon ringens) |
|  |                                        |
|  | Scymnodon macracanthus                 |
|  |                                        |

|  | Centroscymnus owstonii  |
|  |                         |
|  | Schweinshaie (Oxynotus) |
|  |                         |

|  | Langnasen-Samtdornhai (Centroselachus crepidater) |
|  |                                                   |
|  | Samtdornfisch (Zameus squamulosus)                |
|  |                                                   |

|  | Messerzahn-Dornhai (Scymnodon ringens) |
|  |                                        |
|  | Scymnodon macracanthus                 |
|  |                                        |

|  | Centroscymnus owstonii  |
|  |                         |
|  | Schweinshaie (Oxynotus) |
|  |                         |

|  | Messerzahn-Dornhai (Scymnodon ringens) |
|  |                                        |
|  | Scymnodon macracanthus                 |
|  |                                        |

|  | Centroscymnus owstonii  |
|  |                         |
|  | Schweinshaie (Oxynotus) |
|  |                         |

|  | Messerzahn-Dornhai (Scymnodon ringens) |
|  |                                        |
|  | Scymnodon macracanthus                 |
|  |                                        |

|  | Centroscymnus owstonii  |
|  |                         |
|  | Schweinshaie (Oxynotus) |
|  |                         |

|  | Messerzahn-Dornhai (Scymnodon ringens) |
|  |                                        |
|  | Scymnodon macracanthus                 |
|  |                                        |

|  | Centroscymnus owstonii  |
|  |                         |
|  | Schweinshaie (Oxynotus) |
|  |                         |